# Bruno Soriano
Bruno Soriano Llido (Artana, 12 juni 1984) is een Spaans voormaligvoetballer die doorgaans op het middenveld speelde. Hij debuteerde in oktober 2006 in de hoofdmacht van Villarreal. Voor deze club speelde hij zijn gehele carrière. Soriano maakte in 2016 zijn debuut in het Spaans voetbalelftal.

## Clubcarrière
Soriano doorliep de jeugdopleiding van Villarreal CF. Op 1 oktober 2006 maakte hij zijn debuut in het eerste elftal, tijdens een 2–1 overwinning op Real Mallorca. Vervolgens zat hij een paar jaar tussen eerste en tweede elftal in en in het seizoen 2007/08 werd hij definitief aan de selectie van het eerste elftal toegevoegd. In tien seizoenen speelde Bruno ruim 350 wedstrijden in het eerste elftal van Villarreal, waarvan meer dan 280 in de Primera División.

## Cluboverzicht
| Seizoen | Club          | Competitie       | Wedstrijden | Doelpunten |
| ------- | ------------- | ---------------- | ----------- | ---------- |
| 2006/07 | Villarreal CF | Primera División | 3           | 0          |
| 2007/08 | Villarreal CF | Primera División | 21          | 0          |
| 2008/09 | Villarreal CF | Primera División | 25          | 0          |
| 2009/10 | Villarreal CF | Primera División | 33          | 0          |
| 2010/11 | Villarreal CF | Primera División | 37          | 0          |
| 2011/12 | Villarreal CF | Primera División | 37          | 3          |
| 2012/13 | Villarreal CF | Segunda División | 36          | 4          |
| 2013/14 | Villarreal CF | Primera División | 36          | 6          |
| 2014/15 | Villarreal CF | Primera División | 24          | 2          |
| 2015/16 | Villarreal CF | Primera División | 31          | 5          |
| 2016/17 | Villarreal CF | Primera División | 34          | 5          |
| 2017/18 | Villarreal CF | Primera División | 0           | 0          |
| 2018/19 | Villarreal CF | Primera División | 0           | 0          |
| 2019/20 | Villarreal CF | Primera División | 0           | 0          |

Bijgewerkt tot en met 14 september 2019

## Interlandcarrière
Soriano maakte op 11 augustus 2010 zijn debuut in het Spaans voetbalelftal, in een oefeninterland tegen Mexico. Bondscoach Vicente del Bosque liet hem starten in het basiselftal, waarna twintig minuten voor tijd Pedro hem verving. Op 17 mei 2016 werd hij opgenomen in de Spaanse selectie voor het Europees kampioenschap voetbal 2016 in Frankrijk. Spanje werd in de achtste finale uitgeschakeld door Italië (2–0).
1 Casillas ·
2 Azpilicueta ·
3 Piqué ·
4 Bartra ·
5 Busquets ·
6 Iniesta ·
7 Morata ·
8 Koke ·
9 Vázquez ·
10 Fàbregas ·
11 Pedro ·
12 Bellerín ·
13 De Gea ·
14 Thiago ·
15 Ramos  ·
16 Juanfran ·
17 San José ·
18 Alba ·
19 Soriano ·
20 Aduriz ·
21 Silva ·
22 Nolito ·
23 Rico ·
Coach: Del Bosque